# Archivos Rosenholz
Los Archivos Rosenholz son una colección de 381 CD-ROMs que contienen unos 280 000 archivos con información sobre los empleados de Hauptverwaltung Aufklärung (HVA), una de las agencias de inteligencia de la antigua República Democrática Alemana.  Contienen sobre todo los nombres reales de agentes que trabajaron para la HVA en la antigua Alemania Oriental.
Sin embargo, verdadero valor ha sido debatido intensamente y desestimado al menos en parte cuando se descubrió que el 90 % de las personas que mencionaban como activos de las agencias de inteligencia de Alemania Oriental no existían.

## Historia
Los Archivos Rosenholz acabaron en manos de la CIA durante la reunificación alemana bajo circunstancias extrañas; fueron analizados en los Estados Unidos y fueron devueltos a Alemania en 2003 tras largas negociaciones; con la causa por la cual éstas negociaciones se alargaron tanto siendo desconocida.
Tras su devolución, los archivos fueron analizados en busca de errores de traducción y otros errores por el Comisionado Federal para los Archivos de la Stasi (BStU), y desde marzo de 2004 están abiertos al público. Sin embargo, debido a la compilación errónea de muchos de los archivos (lo cual significa que muchos de los archivos están archivados o clasificados de manera errónea), gran parte de las peticiones para acceder a ellos son denegadas cuando la petición realizada contiene errores.
La historia más comúnmente aceptada sobre como llegaron los archivos Rosenholz a posesión del Oeste sostiene que esto se dio el 15 de enero de 1990 cuando manifestantes alemanes orientales celebrando la caída del comunismo, asaltaron la sede del Ministerio de Seguridad Estatal (o Stasi) en Berlín Este; sin embargo, el jefe de estación estadounidense de la delegación de la CIA en la embajada estadounidense en Moscú, Milton Bearden, sostiene que los archivo cayeron en manos estadounidenses cuando el presidente George H.W. Bush contacto personalmente al jefe de la delegación de la CIA en Berlín. Posteriormente, cuando Bearden se desempañaba como jefe de estación de la CIA en Bonn, intervino para conseguir la devolución de los documentos a Alemania y recibió la Bundesverdienstkreuz (o Cruz Federal al Mérito) —una insignia federal alemana al mérito— por ello.